# Gino Sandri

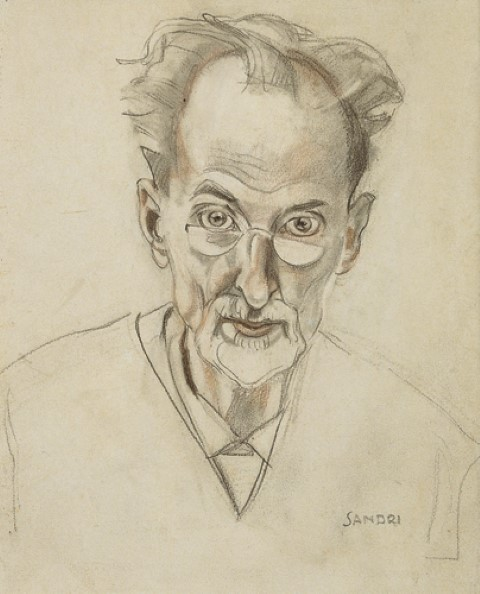
Autoritratto, 1950-1952 circa disegno su carta, carboncino e sanguigna, 19x23

Gino Tancredi Sandri (Rossiglione, 14 febbraio 1892 – Mombello, 6 novembre 1959) è stato un pittore italiano.

## Biografia
Gino Sandri nasce a Rossiglione (GE) nel 1892 e nel 1899 la sua famiglia si trasferisce a Milano. Nel 1908 lavora come libraio alla libreria Hoepli con Cesarino Branduani e Giovanni Scheiwiller.
Talento precocissimo, straordinario disegnatore, nel 1911 si iscrive all'Accademia di Brera a Milano, ove ha come maestri Cesare Tallone, V. Bignami, G. Mentessi e F. Confalonieri. Frequenta gli studi di E. Longoni, Adolfo Wildt e G. Belloni, e a 24 anni, nel 1916, illustra per Hoepli Qua e là per il mondo di L. Barzini (con A. Beltrami e R. Salvadori) e collabora, come illustratore, al Corriere dei Piccoli, La Novella, La Lettura, e Il Guerin Meschino.

Serio e glaciale infermiere

Nel 1921 illustra ancora per Hoepli Fanciulli d'Italia di A.V. Gentile (pubblicato nel 1926) e Viaggio sentimentale di Laurence Sterne, e nel 1923 un'edizione delle Poesie edite ed inedite di Carlo Porta (pubblicata nel 1929). Partecipa a mostre alla Permanente di Milano e a varie esposizioni ricevendo elogi e riconoscimenti. Viene premiato a Palazzo Pitti a Firenze, a una mostra degli illustratori. La stampa si occupa di Gino Sandri in varie occasioni. Frequenta Carlo Carrà, Aldo Carpi e artisti del tempo.
A Roma, nel 1924, viene trattenuto dalla Milizia Volontaria per la Sicurezza Nazionale, in stato di eccitazione (con sproloqui di "carattere politico"), e trasferito al manicomio provinciale Istituto Santo Spirito. Dimesso, ritorna a Milano ove è di nuovo recluso. A causa dei lunghi periodi di internamento in casa di cura, Sandri scompare all'attenzione di colleghi, critica e pubblico. La dolorosa vicenda umana che lo colpisce ne tronca la carriera.
Nei periodi di dismissione prepara bozze per altre pubblicazioni e per I promessi sposi, e tenta di riprendere contatti con il mondo dell'arte, ma non trova che "porte chiuse al (suo) stato di menomato". Muore, abbandonato, nell'istituto psichiatrico di Mombello (Limbiate) il 6 novembre 1959.
I disegni somatici realizzati nell'istituto di Mombello, e gli scritti, facenti parte dell'Archivio del pittore Gino Sandri, sono stati dichiarati "di interesse storico particolarmente importante" dal Ministero per i Beni e le Attività Culturali, dalla Soprintendenza Archivistica per la Lombardia (in data 1º dicembre 2008), e sottoposti alla disciplina del decreto legislativo n. 42 del 22 gennaio 2004.
Sono conservate opere di Gino Sandri all'Harvard Art Museums di Cambridge e al Museum of Fine Arts di Boston.
1. ↑  (EN) Harvard, Harvard Art Museums, su harvardartmuseums.org. URL consultato il 23 febbraio 2025.
2. ↑   Results – Advanced Search Objects – Museum of Fine Arts, Boston, su collections.mfa.org. URL consultato il 23 febbraio 2025.